# Социология на езика
Социология на езика се фокусира върху ефекта на езика върху обществото. Това поле е тясно свързано със социолингвистиката, която изследва как обществото оказва ефект върху езика.
В този смисъл социологията на езика се стреми да разбере начинът, по който социалните динамики са повлияни от индивидуалните или групови употреби на езика. Така че тя изследва такива въпроси като кой е „оторизиран“ да използва какъв тип език, с и за кого и при какви условия. Изследва как индивидуалната или групова идентичност е установена от езика, който е на разположение за индивида или социалната група. Социологията на езика също така се стреми да разбере индивидуалният израз, личните либидни „инвестици“ в езиковите средства, до които някой има достъп и с които този някой се опитва да се реализира в обществото и сред другите.
Списание, издавано по темата е International Journal of the Sociology of Language с основател и редактор Джошуа Фишмен.